# Savica
Savíca je kraški izvir, slap in potok, ki se izliva v Bohinjsko jezero. Potok Savica ima sicer dva izvorna kraka: Veliko Savico, na kateri je slap Savica, in Malo Savico, ki je hudourniškega značaja in v deževnem obdobju teče jugozahodno od Velike Savice. V bližini Koče pri Savici se združita in tečeta dalje pod skupnim imenom Savica. Pred izlivom v Bohinjsko jezero se potoku pridruži še hudourniški potok Ukanška Suha.

## Slap Savica
Slap Savica prav gotovo sodi med tiste bolj znane slapove, ki imajo pridih romantike in poseben zgodovinski pomen. Je eden najbolj obiskanih slovenskih slapov in ima tudi velik turistični pomen v bohinjskem koncu. Že France Prešeren ga je opeval tudi v bolj šaljivih pesmih... in prav ob vznožju slapa se je najbrž porodila ideja za znamenito pesnitev Krst pri Savici. Poleti, ob jutranji zarji, ko se prvi sončni žarki dotaknejo padajočega pramena vode, se ob slapu naredi prečudovita mavrica. Vidni del Savice dobiva vodo iz širšega kraškega območja 500 m višje ležečega Črnega jezera. Savica je med slapovi v svetu svojevrstna posebnost, saj se vodni tok že v skritem podzemlju razdeli na dva pramena. Nižje ležeči desni, 25 m visok pramen teče po podzemni razpoki iz višje ležečega jezera v raziskanem podzemeljskem rovu. Levi, 78 m visok pramen prav tako teče na višini istega podzemeljskega rova, vendar iz sosednjega jezera, v katerega se preliva voda iz tistega jezerca, iz katerega pronica voda navzdol v spodnji desni pramen.

### Zanimivost
Po močnem deževju se včasih zgodi, da kraško območje v širši okolici Črnega jezera ne more več požirati vse vode. Takrat postane slap Savica za kratek čas visok skoraj 600 m. V istem času dobi na levi strani več kot 600 m visoko slapišče.

### Dostop
Od hotela Zlatorog blizu Bohinjskega jezera vodi lepo označena pešpot proti slapu. Eno uro sproščenega sprehoda in že smo ob vznožju slapa. Bolj običajna pot je od urejenega parkirišča pri Domu Savica. Od tam nas smerokaz vodi naprej po cesti proti brunarici s spominki in vstopnino. Od tu krenemo po kamnitem mostiču čez Malo Savico in navzgor po urejeni in lepo vzdrževani stezi. Posebnost te poti so številne stopnice ki jih je 553. Le petnajst minut vzpona je do lesenega paviljona, od koder je lep pogled na slap.

### Podatki
- Skupna višina: 78 metrov
- Navišja posamezna stopnja: 78 metrov
- Stopenj: 1 + 1
- Tip slapa: dvopramenski slap
- Vodotok: Savica
- Povprečna širina: /
- Vodni pretok: /
- Največji zabeleženi pretok: ni podatka
- Najmočnejši pretok: pomladi, jeseni
- Ime slapa: Savica
- Lega: Bohinj (GPS WGS 84): 46°22'44" severno, 13°45'52" vzhodno
- Nadmorska višina: dno ~ 894 m
- 'Vodnatost: stalna / redko presahne